# تاترانگ
تاترانگ (به لاتین: Tatrang) یک منطقهٔ مسکونی در چین است که در شهرستان چیمو واقع شده‌است. تاترانگ ۴٬۲۲۶ نفر جمعیت دارد.